# Monoblastus ermolenkoi
Monoblastus ermolenkoi är en stekelart som beskrevs av Dmitriy R. Kasparyan 1987. Monoblastus ermolenkoi ingår i släktet Monoblastus och familjen brokparasitsteklar. Inga underarter finns listade i Catalogue of Life.